# Gymnastik vid olympiska sommarspelen 1976
Gymnastiken vid de olympiska sommarspelen 1976 i Montréal bestod av 14 grenar fördelade på två olika discipliner i artistisk gymnastik, som avgjordes i Montreal Forum.

## Medaljörer

### Herrar
| Event                   | Guld                                                                                           | Silver | Brons                                                                                            |
| Mångkamp, lag detaljer  | Japan Shun Fujimoto Hisato Igarashi Hiroshi Kajiyama Sawao Kato Eizo Kenmotsu Mitsuo Tsukahara | Sovjetunionen Nikolaj Andrianov Alexander Ditiatin Gennadj Krysin Vladimir Martjenko Vladimir Markelov Vladimir Tichonov | Östtyskland Roland Brückner Rainer Hanschke Bernd Jäger Wolfgang Klotz Lutz Mack Michael Nikolay |
| Mångkamp, ind. detaljer | Nikolaj Andrianov Sovjetunionen                                                                | Sawao Kato Japan | Mitsuo Tsukahara Japan                                                                           |
| Fristående detaljer     | Nikolaj Andrianov Sovjetunionen                                                                | Vladimir Martjenko Sovjetunionen                                                                                         | Peter Kormann USA                                                                                |
| Bygelhäst detaljer      | Zoltán Magyar Ungern                                                                           | Eizo Kenmotsu Japan | Nikolaj Andrianov Sovjetunionen                                                                  |
| Bygelhäst detaljer      | Zoltán Magyar Ungern                                                                           | Eizo Kenmotsu Japan | Michael Nikolay Östtyskland                                                                      |
| Ringar detaljer         | Nikolaj Andrianov Sovjetunionen                                                                | Alexander Ditiatin Sovjetunionen                                                                                         | Danuţ Grecu Rumänien                                                                             |
| Hopp detaljer           | Nikolaj Andrianov Sovjetunionen                                                                | Mitsuo Tsukahara Japan                                                                                                   | Hiroshi Kajiyama Japan                                                                           |
| Barr detaljer           | Sawao Kato Japan                                                                               | Nikolaj Andrianov Sovjetunionen                                                                                          | Mitsuo Tsukahara Japan                                                                           |
| Räck detaljer           | Mitsuo Tsukahara Japan                                                                         | Eizo Kenmotsu Japan | Eberhard Gienger Västtyskland                                                                    |
| Räck detaljer           | Mitsuo Tsukahara Japan                                                                         | Eizo Kenmotsu Japan | Henri Boerio Frankrike                                                                           |

### Damer
| Event                   | Guld | Silver | Brons                                                                                                  |
| Mångkamp, lag detaljer  | Sovjetunionen Maria Filatova Svetlana Grozdova Nellie Kim Olga Korbut Elvira Saadi Ljudmilla Turisjtjeva | Rumänien Nadia Comăneci Mariana Constantin Georgeta Gabor Anca Grigoraș Gabriela Trușcă Teodora Ungureanu | Östtyskland Carola Dombeck Gitta Escher Kerstin Gerschau Angelika Hellmann Marion Kische Steffi Kraker |
| Mångkamp, ind. detaljer | Nadia Comăneci Rumänien                                                                                  | Nellie Kim Sovjetunionen                                                                                  | Ljudmilla Turisjtjeva Sovjetunionen                                                                    |
| Hopp detaljer           | Nellie Kim Sovjetunionen                                                                                 | Ljudmilla Turisjtjeva Sovjetunionen Carola Dombeck Östtyskland                                            | Ingen utsedd                                                                                           |
| Barr detaljer           | Nadia Comăneci Rumänien                                                                                  | Teodora Ungureanu Rumänien                                                                                | Márta Egervári Ungern                                                                                  |
| Bom detaljer            | Nadia Comăneci Rumänien                                                                                  | Olga Korbut Sovjetunionen                                                                                 | Teodora Ungureanu Rumänien                                                                             |
| Fristående detaljer     | Nellie Kim Sovjetunionen                                                                                 | Ljudmilla Turisjtjeva Sovjetunionen                                                                       | Nadia Comăneci Rumänien                                                                                |

## Medaljtabell
| Pl.    | Nation        | Guld | Silver | Brons | Totalt |
| ------ | ------------- | ---- | ------ | ----- | ------ |
| 1      | Sovjetunionen | 7    | 8      | 2     | 17     |
| 2      | Japan         | 3    | 4      | 3     | 10     |
| 3      | Rumänien      | 3    | 2      | 3     | 8      |
| 4      | Ungern        | 1    | 0      | 1     | 2      |
| 5      | Östtyskland   | 0    | 1      | 3     | 4      |
| 6      | Frankrike     | 0    | 0      | 1     | 1      |
| 6      | Västtyskland  | 0    | 0      | 1     | 1      |
| 6      | USA           | 0    | 0      | 1     | 1      |
| Totalt | Totalt        | 14   | 15     | 15    | 44     |